# 七一人民批
七一人民批（英文名稱：7.1 People Pile）是一個香港的青年論政組織。此組織於2003年七一大遊行之後（2003年8月10日）成立，目標為推動香港民主發展。
七一人民批，意思是七一後人民聚集在一起，批評及評定施政優劣，人民批的英文名稱“People Pile”的意思是人民堆疊在一起，團結成新力量。
此組織的主要政治理念如下：
1. 爭取普選行政長官及各級議會
2. 堅持《香港基本法》二十三條立法必須建基於普選行政長官及立法會
3. 推動平等機會，建設多元社區，保障不同國籍、種族、性別、膚色或社會出身等的人都應獲得平等權利
4. 建立公民社會，推動民主意識。

七一人民批並不從屬於任何政治組織，財政資源主要來自籌款活動。
七一人民批三名成員參加2003年香港區議會選舉，以為選民提供新選擇及傳播民主訊息為目標，在欠缺資源及知名度之下全部落選。
其後，七一人民批持續就不同的政治議題作出行動，引起公眾關注，並深化討論。

## 成員
- 葉寶琳[1]
- 陳景輝[1]
- 張錦雄[2]
- 楊岳橋[3]

## 外部連結
- 七一人民批網站